# Pinckney Township
Pinckney Township est un township, situé dans le comté de Warren, dans le Missouri, aux États-Unis,.
Le township est fondé en 1833 et baptisé en référence à la communauté de Pinckney (en).

### Source de la traduction
- (en) Cet article est partiellement ou en totalité issu de l’article de Wikipédia en anglais intitulé « Pinckney Township, Warren County, Missouri » (voir la liste des auteurs).